# Cynanchum mooreanum
Cynanchum mooreanum är en oleanderväxtart som beskrevs av Hemsley. Cynanchum mooreanum ingår i släktet Cynanchum och familjen oleanderväxter. Inga underarter finns listade i Catalogue of Life.